# Jalen Redmond
Jalen Redmond (nacido el 12 de marzo de 1999) es un jugador de fútbol americano estadounidense que juega como ala defensiva de los Carolina Panthers de la National Football League (NFL). Jugó fútbol americano universitario para los Oklahoma Sooners.

## Primeros años de vida
Redmond nació en Midwest City, Oklahoma. Asistió a Midwest City High School, pero solo jugó baloncesto sus primeros dos años. A los entrenadores de fútbol americano les gustaba su tamaño (6 pies 4 pulgadas, 230 lb) y lo convenció de hacer una prueba para el equipo como junior; durante la práctica de primavera, recibió su primera oferta de beca deportiva de los Memphis Tigers, a pesar de no haber jugado aún un partido de fútbol universitario. Ese año, jugando tanto como ala defensiva como apoyador externo, Redmond registró 82 tacleadas y 14 capturas. Las ofertas comenzaron a fluir en este punto y, al comienzo de su último año, tenía alrededor de 20 ofertas. Publicó 87 tacleadas, 34 TFLs y 19.5 capturas en su última temporada, y The Oklahoman lo nombró primer equipo de todo el estado. Un recluta de cinco estrellas y el decimosexto mejor prospecto a nivel nacional según 247Sports, Redmond finalmente anunció su compromiso de jugar fútbol americano universitario para los Oklahoma Sooners.

## Carrera universitaria
En la Universidad de Oklahoma, Redmond estaba en posición de competir por tiempo de juego inmediato como estudiante de primer año en 2018, pero un problema de coágulos de sangre lo descartó para la temporada. Sin embargo, regresó a mitad de temporada y apareció en tres juegos, antes de quedarse fuera del resto, terminando el año con seis tacleadas en total. En 2019, apareció en 13 de 14 juegos y registró 6.5 capturas líderes del equipo y quedó tercero en TFL con 11. Redmond optó por no participar en la temporada 2020 debido a COVID-19 y sus problemas de coágulos sanguíneos.
Redmond regresó al equipo en 2021 y apareció en ocho juegos, siete de los cuales fue titular, y registró 19 tacleadas, ocho TFL y 3.5 capturas a pesar de perderse cinco juegos debido a una lesión. En su último año en 2022, apareció en 12 juegos y registró 23 tacleadas, 10.0 TFL y cuatro capturas.

## Carrera profesional
Redmond impresionó en el NFL Scouting Combine de 2023, registrando un tiempo de carrera de 40 yardas que lo colocó segundo entre los jugadores de su posición, así como la segunda mejor división de 10 yardas, y el mejor salto de longitud y salto vertical para los jugadores de su posición.
Redmond fue firmado por los Carolina Panthers como agente libre no reclutado el 29 de abril de 2023.